# باري فيل

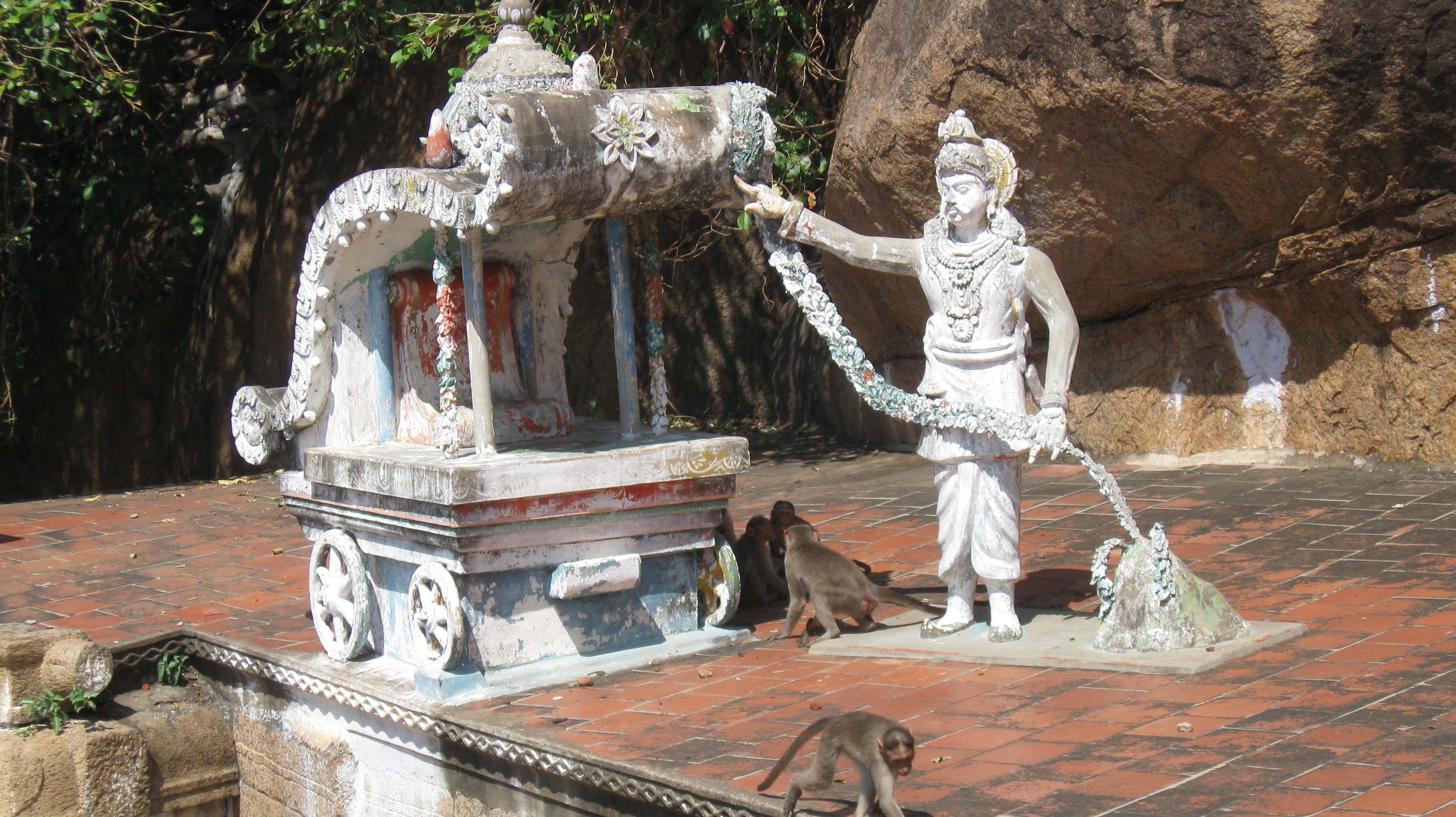
تمثال عربة باري مولاي شوهد على تل بارامبو.

باري فيل (التاميل: வேள் பாரி) كان ملك أرض صغير حكم مع بارامبو هيل كعاصمة له. ينتمي إلى أواخر فترة سنجام. لورد تلة باري بارامبو والمناطق المحيطة بها. تتكون بارامبونادو من ثلاثمائة (300) قرية. أصبح بارامبومالاي بارامبومالاي ويعرف الآن باسم "برانمالاي". كانت بارامبومالاي هي حدود مملكة بانديان خلال فترة سانجام. في فترة أدب البهاكثي ، أُطلق على هذا التل "كودونجونرام" .. يقع برانمالاي بالقرب من بلدة كرونجاكوتاي في اتحاد سيفاجانجاي في تيروباتور ، دائرة كاريكودي تيروباتور في منطقة سيفاجانجاي. كان هناك ما مجموعه 300 قرية في مجال باري. على الرغم من ذلك ، فإن سبب شهرة مووفندرز هو كرمه. من يقول لا للمستمعين.
يحظى بالاحترام في أدب سانغا باعتباره واحدًا من كادييلو فالالس. بولافار كابيل هو صديق باري. على الطريق من تريشي إلى مادوراي متجهًا شرقًا من كوتامباتي ، هناك برانمالاي في مقاطعة سيفاجانجا. تقع تيروفادافور في بانديانات. كان كابيلار شاعرًا ولد في أفور. يُنسب إليه غناء معظم الأغاني في أدب سانغا التاميل. كان شاعرا ذو شعر جميل. وهو معروف شعبياً باسم "لسان الكذاب". إنه أفضل صديق لباري. كابيل هو الشخص الذي يغني أجمل الأغاني عن باري.

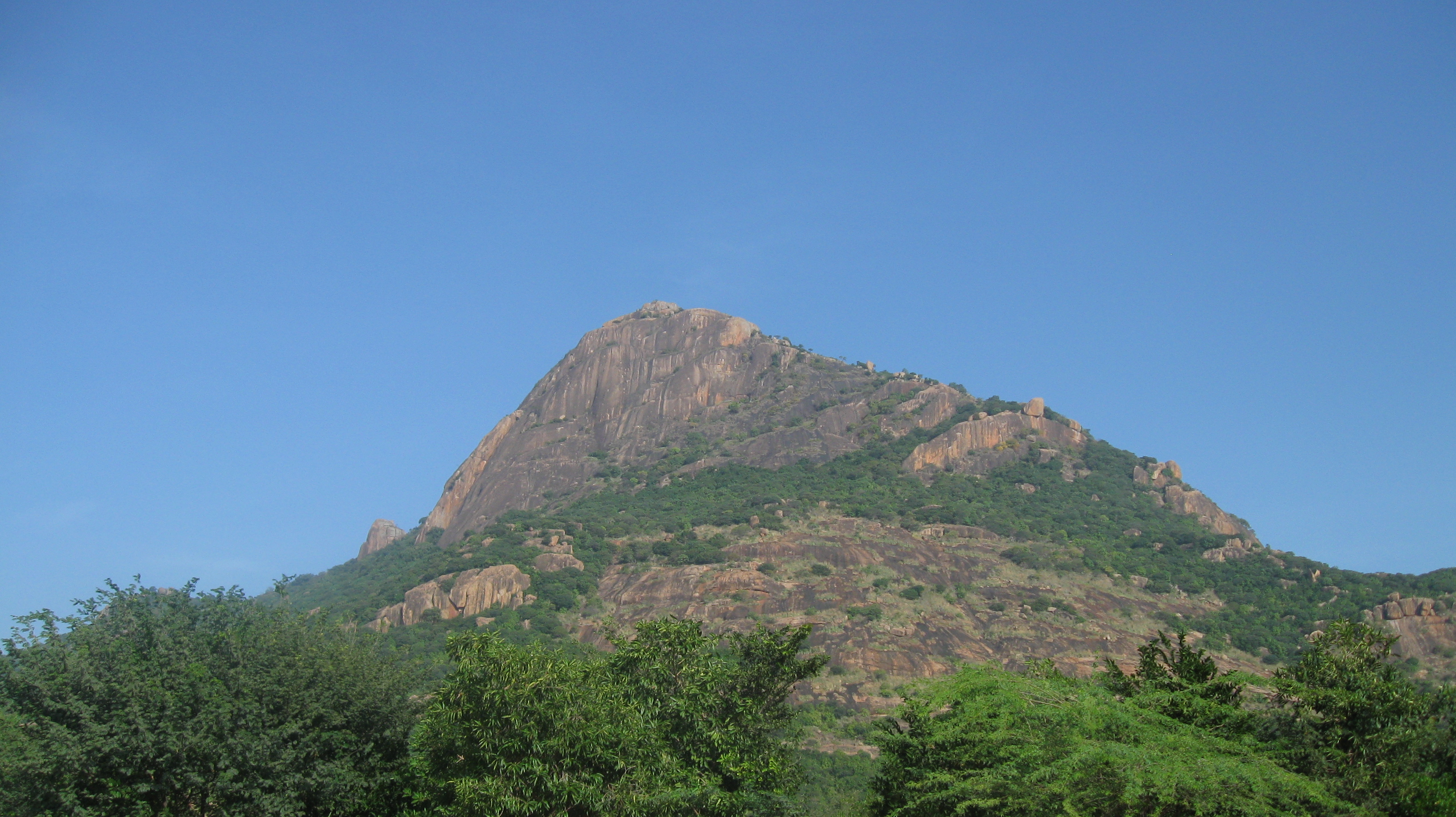
جبل بارامبو
انتشرت شهرة الملك فيلباري في جميع أنحاء الجنوب لدرجة أن مووفندار كانوا يشعرون بالغيرة. تم خداع باري وقتل من قبل موفندار. لفلباري ابنتان. أنجافي سانجافاي ابنتيه. عندما حاول Auvaiyar تزويج بنات باري اللواتي لم يكن لديهن دعم ، حاول ثلاثة ملوك التاميل العظيم إيقافه. لكن أوفايار أوقفهم وتزوجهم في معبد كارابوراناثار. يقع المعبد الآن في سالم في أوتاماشولابورام (مكان شولان). يوجد أيضًا في مكان قريب فيراباندي (مكان بانديان) وسالم (مكان سيرانيلام سيران). كما تم غناء باري من قبل أولافيب بيروماتي.

يحظى باري بالتبجيل من قبل علماء التاميل باعتباره متفوقًا على جميع فالار. والسبب في ذلك أن سبب موت الرب هو مدح المركبة التي كان يركبها على الراية الشائكة. يُعتبر باري الأفضل في الوديان لقدرته على اصطياد الضفدع الزاحف بحثًا عن كرمة التوت. كابيل يغني هذا. سوندار ، نامبي الشهير للشخص - الذي غنى الترنيمة الشهيرة "دريثونداندا" - أطلق النار على باري كحدود للهدية. هناك العديد من الأغاني عن باري في بورانورو ، وهي مجموعة من الترانيم.